# جورج هدسون (لاعب كرة قدم كندية)
جورج هدسون هو لاعب كرة قدم كندية كندي، ولد في 9 نوفمبر 1976 في سانت كاثرينز في كندا.